# 게로정
게로정(일본어: 下呂町)은 일본 기후현 마시타군에 설치되었던 정이다. 2004년 3월 1일 마스다군의 다른 4개 정촌과 합병해 게로시가 되었다.

## 지리
면적의 90%를 산림이 차지하며, 온타케산 계열의 1,000m급 산들로 둘러싸여 있다. 강이 마을의 거의 중앙을 관류하는 히다 강에 합류하고 있다.

## 역사
- 에도 시대 말기에 이 지역은 히다 국 마스다 군 시모로 향으로 불렸다. 에도 시대 초 히다 다카야마 번의 가네모리씨가 게로지역을 통치하고 있었다. 후에 천령이 되었다.
- 1883년 6월 1일 - 오가와, 모리, 유노시마, 히가시카미다의 각 마을이 미사토 촌에서 분리해 게로촌으로 개칭하였다.
- 1955년 4월 1일 - 다케하라촌, 가미하라촌, 나카하라촌과 합병해 게로정 (2대)가 성립하였다.
- 2004년 3월 1일 - 가나야마정, 하기와라정, 오사카정, 마제촌과 합병해 게로시가 성립하였다. 동일 게로정은 폐지되었다.

## 교통

### 철도
- 도카이 여객철도 다카야마 본선

### 도로
- 국도 제41호선
- 국도 제257호선

## 참고 문헌
- 角川日本地名大辞典編纂委員会,『角川日本地名大辞典 21 岐阜県』1980, 角川書店